# Henk van Lijnschooten

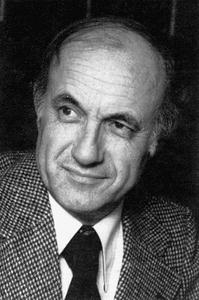
Henk van Lijnschooten; 1993

Henk (Hendrikus) Cornelis van Lijnschooten (* 28. März 1928 in Den Haag; † 1. November 2006 in Hendrik-Ido-Ambacht) war ein niederländischer Komponist, der auch unter den Pseudonymen Michel (auch: Michiel) van Delft und Ted Huggens Werke veröffentlicht hat.

## Leben
Van Lijnschooten bekam an der Musikschule seiner Geburtsstadt Violin- und Klarinettenunterricht. Erste Studien machte er bei Fritz Koeberg (1876–1961) in Musiktheorie, Komposition und Dirigiertechnik. Er absolvierte eine Blasorchester-Dirigentenausbildung am Den Haager Königlichen Konservatorium. 1957 wurde er als Nachfolger von Gijsbert Nieuwland zum Dirigenten des Blasorchesters der königlich niederländischen Marine ernannt. Mit diesem Orchester unternahm er Reisen nach Übersee und durch Europa. Von 1965 bis 1970 war er Dozent für Holzblasinstrumente am Konservatorium in Rotterdam. Danach unterrichtete er Blasorchester-Direktion am Konservatorium in Arnheim. 1985 wurde er von der niederländischen Königin zum Ritter im Orden von Oranien-Nassau (Ridder in de Orde van Oranje Nassau) ernannt.

## Werke

### Werke für Blasorchester
- 1950 Kleine Klassieke Ouverture
- 1961 Retraite Francaise
- 1962 Rhapsodie über Seemannslieder
- 1963 Nederlandse Suite
  1. Nieuwjaarslied
  2. Here Jezus heeft een hofken
  3. Daar was een sneeuwwit vogeltje
  4. Mei lied
- 1965 De Geuzen in de Bomlerwaard
- 1966 Konzertante Turmmusik
- 1966 Hanselijn
- 1966 Vaterländische Rhapsodie
- 1966 Vastenavondmuziek
- 1967 Kleine Suite über Volkslieder
  1. Toen hertog jan kwam varen
  2. 's nachts rusten meest de dieren
  3. Lestmaal op ene zomerse dag
- 1967 Glockenfest
- 1967 Ouverture für einen Taptoe
- 1968 Cecilia's Dance
- 1968 Jeu de Cuivre für Fanfare-Orchester (Spezialform eines Blasorchesters)
  1. Marcia Capriccioso
  2. Koraal
  3. Scherzo
  4. Volksdans
- 1968 Kleine Spielmusik
- 1968 Rhapsodie from the low Countries
- 1968 The Girl and the Drummer
- 1969 Acht Klangstudien
- 1969 Count Seven
- 1969 Drei Alt-Holländische Bilder
  1. Fanfare van de Poortwachters
  2. Oud Friese Bruidsdans
  3. Een Kalemanden rok
- 1970 Vier Impressies
  1. Spel
  2. Franse volksdans
  3. Hymne
  4. Scherts
- 1971 Le Premier Jeu
  1. Minnelied (love song)
  2. Cavatina
  3. Rondo
- 1971 Overture for Fun
- 1973 Variationen über ein französisches Volkslied
- 1975 Suite aus dem Antwerpener Tanzbuch (1583)
  1. Almande Poussinghe
  2. Branle de Bourgogne
  3. Pavane
  4. Ballo Anglese
- 1975 Rhapsodie Francaise
- 1976 Variations on a Japanese Folksong
- 1977 Stromingen
- 1978 Acht Adagios
- 1978 United Youth
- 1978 Three Caprices for Band
  1. Tricky Metrics
  2. Choral
  3. Rondo Folklorique
- 1978 Three Folk Sketches
  1. French Cocktail
  2. Ballad of the two Royal Children
  3. Rondeau Ecossais
- 1978 Suite on a Hymn
  1. Hymn
  2. Variations
  3. Intermezzo
- 1978 Rossini's Birthday Party
- 1979 Zwanzig systematische Stimmungsübungen
- 1979 Junior Variationen
- 1979 Music for Flexible Wind
- 1979 Wilhelmina
- 1980 A Tribute to the Liberators
- 1980 Fünf Intraden für Fanfare-Orchester und Drums
- 1981 Air für Zwei für Glockenspiel und Blasorchester
- 1982 Suite on Greek Love Songs
- 1985 Interruptions für Symphonisches Blasorchester und Schlagzeug
  1. Choral and Cadenza
  2. Dance and Procession (Collagè)

- 1987 Four Characters
  1. Fanfare
  2. Chant Sérieux
  3. Scherzo Concertante
  4. Motions
- 1987 Ouverture sportive
- 1988 Variations on Orange and Lemon
- 1989 Rhapsodie from Scotland
- 1989 Sinfonia classica
- 1989 Hymne au Vin
- 1990 Ouverture 2000
- 1990 Petite Ouverture dansante
- 1990 Suite of Unity
- 1993 Music makes Friends
- 1993 Academic Fanfare aus Music for Wageningen
- 1993 Rhapsodie Gelre aus Music for Wageningen
- 1993 Supplication for World Future aus Music for Wageningen für Kinderstimme und Blasorchester
- 1993 Viva la Musica
- 1993 Suite de Salon
  1. Entrée
  2. Invitation à la danse
  3. Chiaconna
  4. Danse Finale
- 1993 Hebrew Rhapsody

### Werke von Ted Huggens für Blasorchester
- 1970 New Baroque Suite
  1. Ouverture
  2. Air
  3. Fugue
- 1973 Choral and Rock-Out
- 1974 Ragtime Suite
  1. Yankee doodle rag
  2. Intermezzo : beautiful janet
  3. Rag of the jolly good fellows
- 1974 Pavane in Blue
- 1974 Fascinating Drums
- 1976 Ballad and Concertant
  1. Ballad
  2. Concertant
- 1977 Song for Lovers
- 1977 Rock Train
- 1978 Treble Concerto
  1. Adagio
  2. Allegro
- 1978 Air Nostalgique für Alt-Saxophon und Blasorchester
- 1978 Reflections on this time
  1. The Exciting New Harmony Band
  2. Blue Air
  3. Fugue A la Mode
- 1978 The Happy Cyclist
- 1978 Give us Peace
- 1980 Airs d'Ambiance
- 1981 Air Poétique für Horn und Blasorchester
- 1981 Scottish Souvenir
- 1981 Der junge Glöckner
- 1981 Fantasie über ein Vesperlied
- 1981 Abschied ohne Worte
- 1982 Interplay for Band
- 1982 New Hymns on old words
- 1982 Sparkling Drums für Schlagzeug und Blasorchester
- 1983 Adagietto for Flute
- 1990 The young Maria
- 1991 Symphonie of Praise
  1. Come, come spirit of life
  2. Nearer my god to thee
  3. Hymn of thanksgiving
- 1992 Six Spirituals
- 1992 High Tea
- 1992 Choral for Trombone and Band
- 1992 Italienische Lustspiel Ouverture
- 1993 Concerto for Pleasure für Flügelhorn (Trompete) und Blasorchester
  1. Allegro Vivace
  2. Blues
  3. Rondo
- 1993 Junior Concerto for Flute and Band
  1. Romance
  2. Rondo
- 1993 A Tribute to Stephen Foster
- Sinfonia classica
  1. Allegro animato
  2. Andante con espressione
  3. Rondo Presto

### Werke von Michel van Delft für Blasorchester
- 1979 Hymn of Friendship
- 1984 Fantasy on the Old Hundredth
- 1985 Easy Tune for the Young Ones
- 1986 Ouverture über einen Spiritual

## Bücher und Schriften
- 1983 100 Dirigierübungen
- 1989 Wörterbuch der Blasmusik
- 1991 Anleitung zum Dirigieren (Inleiding tot het dirigeren), deutsche Fassung 1993 unter dem Titel Grundlagen des Dirigierens und der Schulung von Blasorchestern